# 顕栄聖堂 (キジ島)

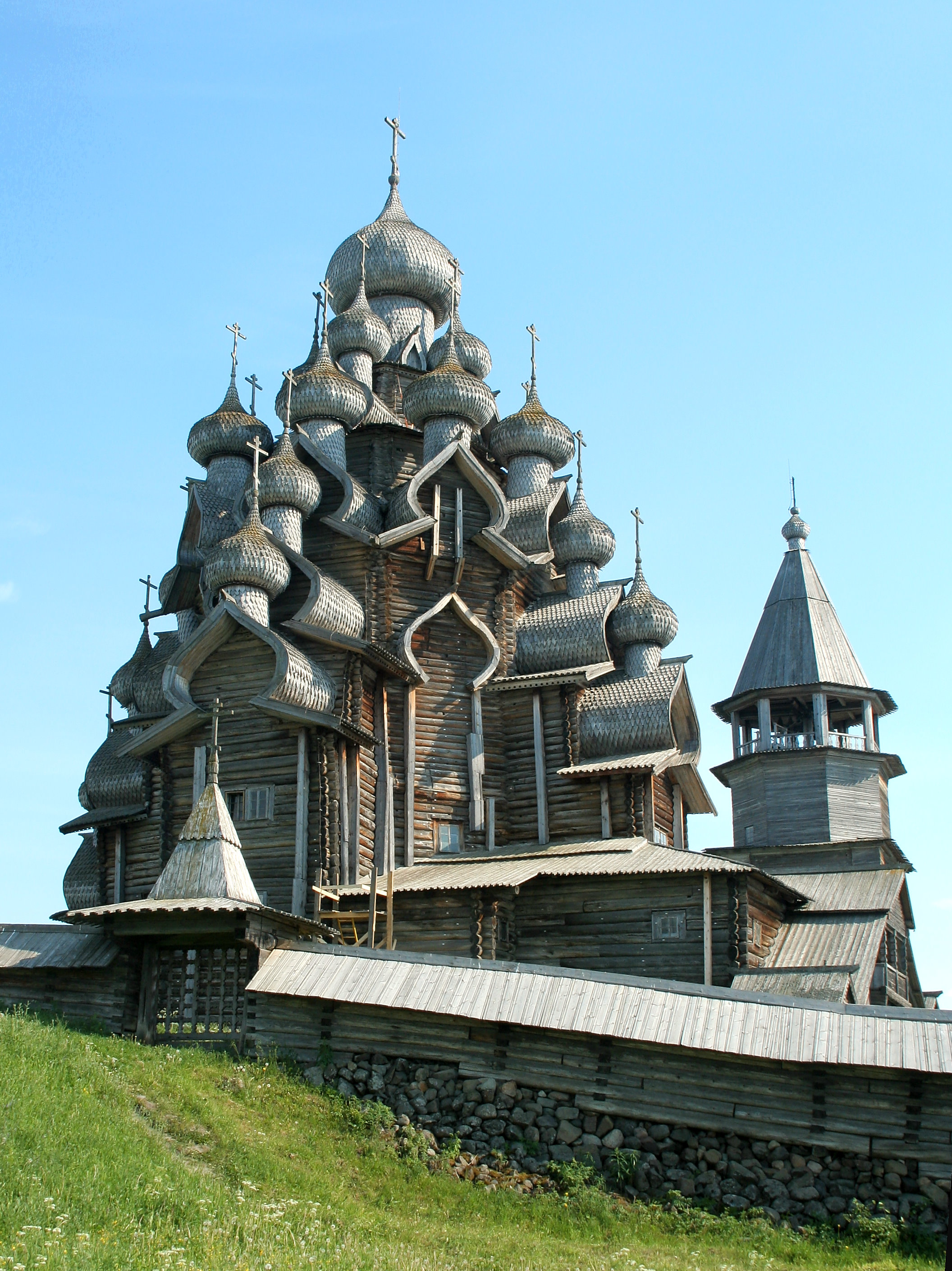
22個のクーポル（玉葱状の屋根）を戴くキジ島の顕栄聖堂。キジ島の木造教会建築群は世界遺産。釘を全く使っていないことで知られる。

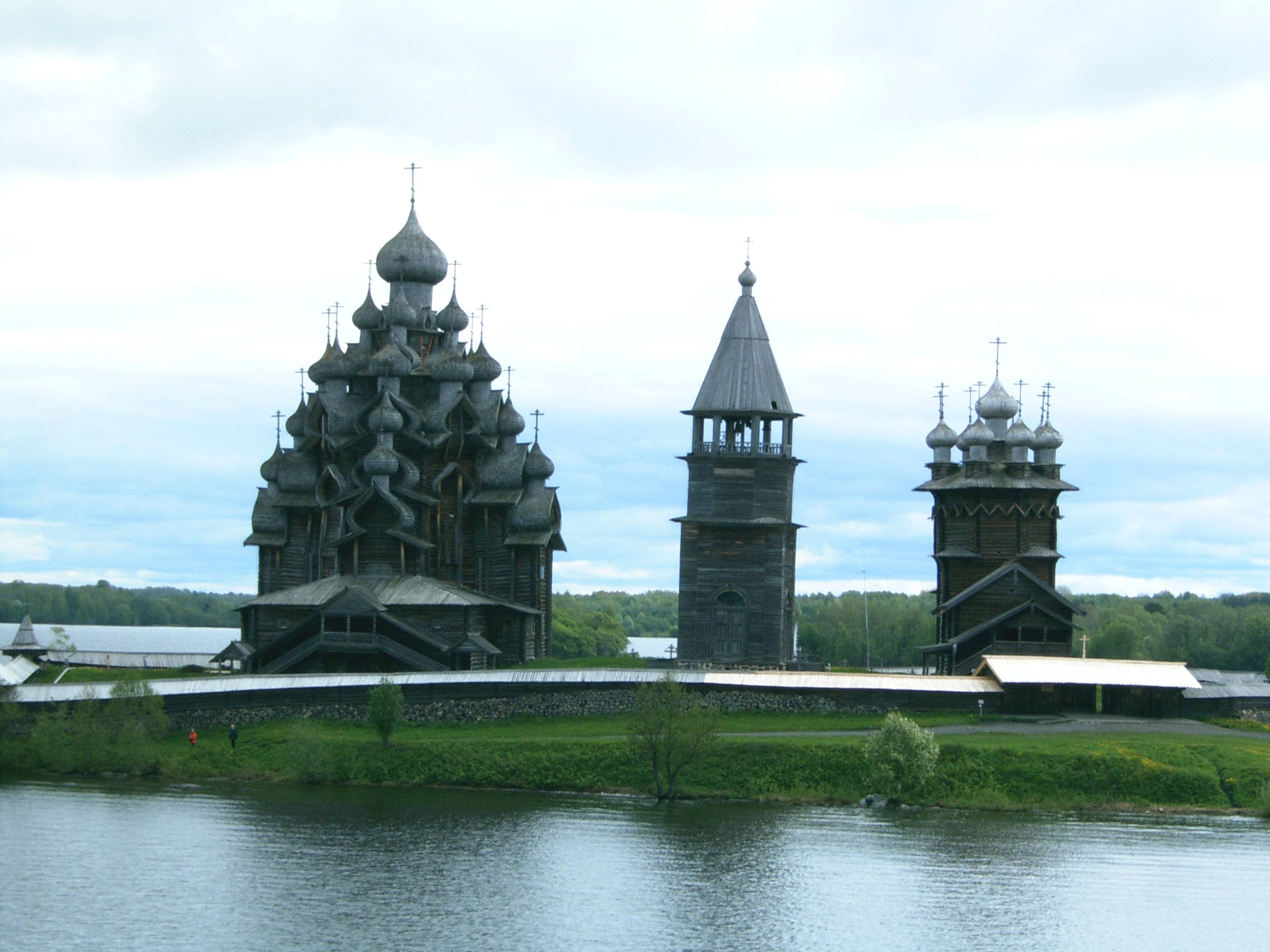
三つの異なる様式の建造物による調和。左から顕栄聖堂、鐘楼、生神女庇護聖堂。

キジ島の顕栄聖堂（けんえいせいどう、ロシア語: Преображенская церковь, プレオブラジェンスカヤ ツェールコフ）は、ロシア正教会の聖堂。「キジ島の木造教会建築」として他のキジ島の建築群とともに、1990年にユネスコの世界遺産に登録された。キジ島はカレリア地方のオネガ湖にある島々のひとつである。
1714年に建立。主の顕栄祭を記憶している。
顕栄聖堂は暖房設備を備えておらず、夏の短い期間のみ使用される。ロシアの他の修道院にも類例があるが、暖房を必要とする季節の奉神礼に際しては「冬の聖堂」として建てられた、隣接する生神女庇護聖堂が使用される。
顕栄聖堂を取り囲む城壁内には、顕栄聖堂、鐘楼、生神女庇護聖堂の三つの建築が現存する。古くに存在した付随する建物群は失われている。
丸屋根をもつ生神女庇護聖堂、自制された垂直な形状をもつ鐘楼、多数の丸屋根が天空を目指している顕栄聖堂。これら三つの建築の形状、空間配分の比率が、精査された美しい調和を構成しているとされる。